# Franciaország az 1924. évi téli olimpiai játékokon
Franciaország a Chamonix-ban megrendezett 1924. évi téli olimpiai játékok házigazda nemzeteként vett részt a versenyeken. Az országot az olimpián 9 sportágban 43 sportoló képviselte, akik összesen 3 érmet szereztek.

## Érmesek
| Érem  | Versenyző                                                            | Sportág         | Versenyszám |
| ----- | -------------------------------------------------------------------- | --------------- | ----------- |
| Bronz | Henri Cournollet Georges André Armand Bénédic Jacques Canivet        | Curling         | Férfi       |
| Bronz | André Vandelle Camille Mandrillon Georges Berthet Maurice Mandrillon | Military patrol | Csapat      |
| Bronz | Andrée Joly Pierre Brunet                                            | Műkorcsolya     | Páros       |

## Bob
| Versenyző                                                      | 1. futam | 1. futam | 2. futam      | 2. futam      | 3. futam | 3. futam | 4. futam | 4. futam | Összesítés | Összesítés |
| Versenyző                                                      | Idő      | Hely.    | Idő           | Hely.         | Idő      | Hely.    | Idő      | Hely.    | Idő        | Helyezés   |
| -------------------------------------------------------------- | -------- | -------- | ------------- | ------------- | -------- | -------- | -------- | -------- | ---------- | ---------- |
| André Berg Henri Aldebert Georges André Jean de Suarez d'Aulan | 1:39,35  | 4.       | 1:34,99       | 4.            | 1:36,68  | 4.       | 1:31,93  | 4.       | 6:22,95    | 4.         |
| Étienne Legrand Gabriel Izard Jacques Jany François Legrand    | 4:29,01  | 8.       | nem ért célba | nem ért célba | 2:00,79  | 7.       | 1:56,58  | 7.       | kiesett    | kiesett    |

## Curling
- Henri Cournollet
- Georges André
- Armand Bénédic
- Jacques Canivet
- H. Aldebert (tartalék)
- R. Planque (tartalék)

### Eredmények
| 1924. január 28. |  | Svédország (SWE) (II.) | 18 – 10 | Franciaország |  |  |
| 1924. január 28. |  |                        |         |               |  |  |

| 1924. január 30. |  | Nagy-Britannia (GBR) | 46 – 4 | Franciaország |  |  |
| 1924. január 30. |  |                      |        |               |  |  |

Végeredmény
| Nemzet         | Gy | V | P+ | P– |
| -------------- | -- | - | -- | -- |
| Nagy-Britannia | 2  | 0 | 84 | 11 |
| Svédország     | 1  | 1 | 25 | 48 |
| Franciaország  | 0  | 2 | 14 | 64 |

| Csapat        | Helyezés |
| ------------- | -------- |
| Franciaország |          |

## Északi összetett
| Versenyző       | Sífutás       | Sífutás       | Sífutás       | Síugrás  | Síugrás  | Síugrás  | Síugrás  | Síugrás | Síugrás | Összesítés | Összesítés |
| Versenyző       | Sífutás       | Sífutás       | Sífutás       | 1. ugrás | 1. ugrás | 2. ugrás | 2. ugrás | Össz.   | Össz.   | Összesítés | Összesítés |
| Versenyző       | Idő           | Pont          | Hely.         | Távolság | Pont     | Távolság | Pont     | Pont    | Hely.   | Pont       | Helyezés   |
| --------------- | ------------- | ------------- | ------------- | -------- | -------- | -------- | -------- | ------- | ------- | ---------- | ---------- |
| Kléber Balmat   | 1:33:49       | 10,375        | 9.*           | 35,0     | 13,833   | 35,0     | 14,750   | 14,291  | 13.     | 12,333     | 10.        |
| Martial Payot   | nem ért célba | nem ért célba | nem ért célba | kiesett  | kiesett  | kiesett  | kiesett  | kiesett | kiesett | kiesett    | kiesett    |
| Gilbert Ravanel | 1:35:33       | 9,500         | 13.           | 31,0     | 11,833   | 33,0     | 13,417   | 12,625  | 19.     | 11,063     | 18.        |
| Adrien Vandelle | 1:43:58       | 5,375         | 21.*          | 26,0     | 10,333   | 28,0     | 11,583   | 10,958  | 22.     | 8,167      | 20.        |

* - egy másik versenyzővel azonos eredményt ért el

## Gyorskorcsolya
| Versenyző        | Versenyszám | Eredmény      | Helyezés      |
| ---------------- | ----------- | ------------- | ------------- |
| Georges de Wilde | 500 m       | 54,8          | 21.           |
| Georges de Wilde | 1500 m      | 2:55,0        | 18.           |
| Georges de Wilde | 5000 m      | 10:39,8       | 19.           |
| Georges de Wilde | 10 000 m    | nem ért célba | nem ért célba |
| André Gegout     | 500 m       | 53,2          | 20.           |
| André Gegout     | 1500 m      | 2:54,4        | 16.           |
| André Gegout     | 5000 m      | 10:15,2       | 18.           |
| André Gegout     | 10 000 m    | 21:03,4       | 15.           |
| Albert Hassler   | 500 m       | 50,6          | 18.           |
| Léon Quaglia     | 500 m       | 48,4          | 15.           |
| Léon Quaglia     | 1500 m      | 2:37,0        | 14.           |
| Léon Quaglia     | 5000 m      | 9:08,6        | 9.            |
| Léon Quaglia     | 10 000 m    | 18:25,0       | 7.            |

| Versenyző        | Versenyszám | 500 m | 500 m | 5000 m  | 5000 m | 1500 m | 1500 m | 10 000 m      | 10 000 m      | Összesítés | Összesítés     | Összesítés |
| Versenyző        | Versenyszám | Idő   | Hely  | Idő     | Hely   | Idő    | Hely   | Idő           | Hely          | Pontszám   | Idők pontszáma | Helyezés   |
| ---------------- | ----------- | ----- | ----- | ------- | ------ | ------ | ------ | ------------- | ------------- | ---------- | -------------- | ---------- |
| Georges de Wilde | Összetett   | 54,8  | 16.   | 10:39,8 | 14.    | 2:55,0 | 13.    | nem ért célba | nem ért célba | kiesett    | kiesett        | kiesett    |
| André Gegout     | Összetett   | 53,2  | 15.   | 10:15,2 | 13.    | 2:54,4 | 11.    | 21:03,4       | 10.           | 36         | 236,02         | 9.         |
| Albert Hassler   | Összetett   | 50,6  | 13.   | –       | –      | –      | –      | –             | –             | kiesett    | kiesett        | kiesett    |
| Léon Quaglia     | Összetett   | 48,4  | 10.   | 9:08,6  | 6.     | 2:37,0 | 9.     | 18:25,0       | 6.            | 25         | 210,84         | 6.         |

## Jégkorong
| Francia férfi jégkorongcsapat-játékoskeret                                                                                     | Francia férfi jégkorongcsapat-játékoskeret                                                               |
| --- | --- |
| - André Charlet - Pierre Charpentier - Jacques Chaudron - Raoul Couvert - Maurice del Valle - Alfred de Rauch - Albert Hassler | - Charles Lavaivre - Jean-Joseph Monnard - Charles Payot - Philippe Payot - Léon Quaglia - Henri Couttet |

### Eredmények
Csoportkör
B csoport
| Csapat           | M | Gy | D | V | G+ | G– | Gk  | P |
| ---------------- | - | -- | - | - | -- | -- | --- | - |
| Egyesült Államok | 3 | 3  | 0 | 0 | 52 | 0  | +52 | 6 |
| Nagy-Britannia   | 3 | 2  | 0 | 1 | 34 | 16 | +18 | 4 |
| Franciaország    | 3 | 1  | 0 | 2 | 9  | 42 | –33 | 2 |
| Belgium          | 3 | 0  | 0 | 3 | 7  | 44 | –37 | 0 |

| 1924. január 29. | Franciaország (FRA) | 2 – 15 (1–5, 1–3, 0–7) | Nagy-Britannia | Chamonix |

|  |  |  |  |  |
|  |  |  |  |  |
|  |  |  |  |  |
|  |  |  |  |  |

| 1924. január 30. | Franciaország (FRA) | 0 – 22 (0–12, 0–1, 0–9) | Egyesült Államok | Chamonix |

|  |  |  |  |  |
|  |  |  |  |  |
|  |  |  |  |  |
|  |  |  |  |  |

| 1924. január 31. | Franciaország (FRA) | 7 – 5 (3–3, 3–1, 1–1) | Belgium | Chamonix |

|  |  |  |  |  |
|  |  |  |  |  |
|  |  |  |  |  |
|  |  |  |  |  |

| Csapat        | Helyezés |
| ------------- | -------- |
| Franciaország | 6.       |

## Military patrol
| Versenyző                                                            | Időeredmény | Célpont | Eredmény | Helyezés |
| -------------------------------------------------------------------- | ----------- | ------- | -------- | -------- |
| André Vandelle Camille Mandrillon Georges Berthet Maurice Mandrillon | 4:19:53     | 2       | 4:18:53  |          |

## Műkorcsolya
| Versenyző                        | Versenyszám  | Kötelező elemek   | Kötelező elemek | Kűr               | Kűr   | Összesítés                     | Összesítés                     | Összesítés                     | Összesítés                     | Összesítés                     | Összesítés                     | Összesítés                     | Összesítés        | Összesítés  | Összesítés | Összesítés |
| Versenyző                        | Versenyszám  | Kötelező elemek   | Kötelező elemek | Kűr               | Kűr   | Helyezési pontszámok bírónként | Helyezési pontszámok bírónként | Helyezési pontszámok bírónként | Helyezési pontszámok bírónként | Helyezési pontszámok bírónként | Helyezési pontszámok bírónként | Helyezési pontszámok bírónként | Több. hely. száma | Hely. össz. | Pont       | Helyezés   |
| Versenyző                        | Versenyszám  | Több. hely. száma | Hely.           | Több. hely. száma | Hely. | 1                              | 2                              | 3                              | 4                              | 5                              | 6                              | 7                              | Több. hely. száma | Hely. össz. | Pont       | Helyezés   |
| -------------------------------- | ------------ | ----------------- | --------------- | ----------------- | ----- | ------------------------------ | ------------------------------ | ------------------------------ | ------------------------------ | ------------------------------ | ------------------------------ | ------------------------------ | ----------------- | ----------- | ---------- | ---------- |
| Pierre Brunet                    | Férfi egyéni | 6×9+              | 9.              | 6×7+              | 6.    | 8,0                            | 8,0                            | 5,0                            | 9,0                            | 8,0                            | 7,0                            | 9,0                            | 5×8+              | 54,0        | 1880,25    | 8.         |
| André Malinet                    | Férfi egyéni | 7×11+             | 11.             | 6×10+             | 10.   | 11,0                           | 11,0                           | 11,0                           | 11,0                           | 11,0                           | 11,0                           | 11,0                           | 7×11+             | 77,0        | 1417,25    | 11.        |
| Andrée Joly                      | Női egyéni   | 5×7+              | 7.              | 5×3+              | 2.    | 6,0                            | 6,0                            | 7,0                            | 5,0                            | 3,0                            | 7,0                            | 4,0                            | 5×6+              | 38,0        | 1623,50    | 5.         |
| Andrée Joly Pierre Brunet        | Páros        |                   |                 |                   |       | 2,0                            | 6,0                            | 3,0                            | 4,0                            | 2,0                            | 2,0                            | 3,0                            | 5×3+              | 22,0        | 69,25      |            |
| Simone Sabouret Charles Sabouret | Páros        |                   |                 |                   |       | 9,0                            | 9,0                            | 9,0                            | 8,0                            | 9,0                            | 9,0                            | 8,0                            | 7×9+              | 61,0        | 50,00      | 9.         |

## Sífutás
| Versenyző             | Versenyszám | Eredmény      | Helyezés      |
| --------------------- | ----------- | ------------- | ------------- |
| Denis Couttet         | 18 km       | nem ért célba | nem ért célba |
| Martial Payot         | 18 km       | nem ért célba | nem ért célba |
| Gilbert Ravanel       | 18 km       | 1:35:33,4     | 20.           |
| Adrien Vandelle       | 18 km       | 1:43:58,0     | 29.           |
| André Blusset         | 50 km       | nem ért célba | nem ért célba |
| Camille Médy          | 50 km       | 5:10:44       | 18.           |
| Auguste Perrin        | 50 km       | 5:04:16       | 16.           |
| Édouard Pouteil-Noble | 50 km       | 4:58:27       | 15.           |

## Síugrás
| Versenyző       | 1. ugrás       | 1. ugrás       | 1. ugrás       | 2. ugrás       | 2. ugrás       | 2. ugrás       | Összesítés | Összesítés |
| Versenyző       | Távolság       | Pont           | Hely.          | Távolság       | Pont           | Hely.          | Pont       | Helyezés   |
| --------------- | -------------- | -------------- | -------------- | -------------- | -------------- | -------------- | ---------- | ---------- |
| Louis Albert    | nem ért célba~ | nem ért célba~ | nem ért célba~ | nem ért célba~ | nem ért célba~ | nem ért célba~ | kiesett    | kiesett    |
| Kléber Balmat   | 36,0           | 15,167         | 17.            | 39,0           | 15,833         | 15.            | 15,500     | 15.        |
| Martial Payot   | –              | 3,500~         | 24.            | 32,5           | 11,210         | 24.            | 7,355      | 25.        |
| Gilbert Ravanel | 32,5           | 12,960         | 20.            | 32,0           | 11,833         | 23.            | 12,397     | 22.        |

~ - az ugrás során elesett